# John Delaney
John Kevin Delaney (født 16. april 1963 i Wood-Ridge, New Jersey, USA) er en amerikansk advokat, politiker og forretningsmand samt tidligere medlem af Repræsentanternes Hus og kandidat til den Demokratiske partinominering til Præsidentvalget i 2020. Delaney repræsenterede fra 2013 til 2019 for Marylands 6. kongresdistrikt i Repræsentanternes Hus.
Den 28. juli 2017 annoncerede Delaney som den første Demokrat, at han ville stille op til præsidentvalget i 2020, og annoncerede samtidig, at han ikke ville genopstille til sin plads i Repræsentanternes Hus når hans periode sluttede i 2018.
Han suspenderede sin præsidentkampagne den 31. januar 2020, få dage inden første primærvalg i delstaten Iowa.